# چابکسر

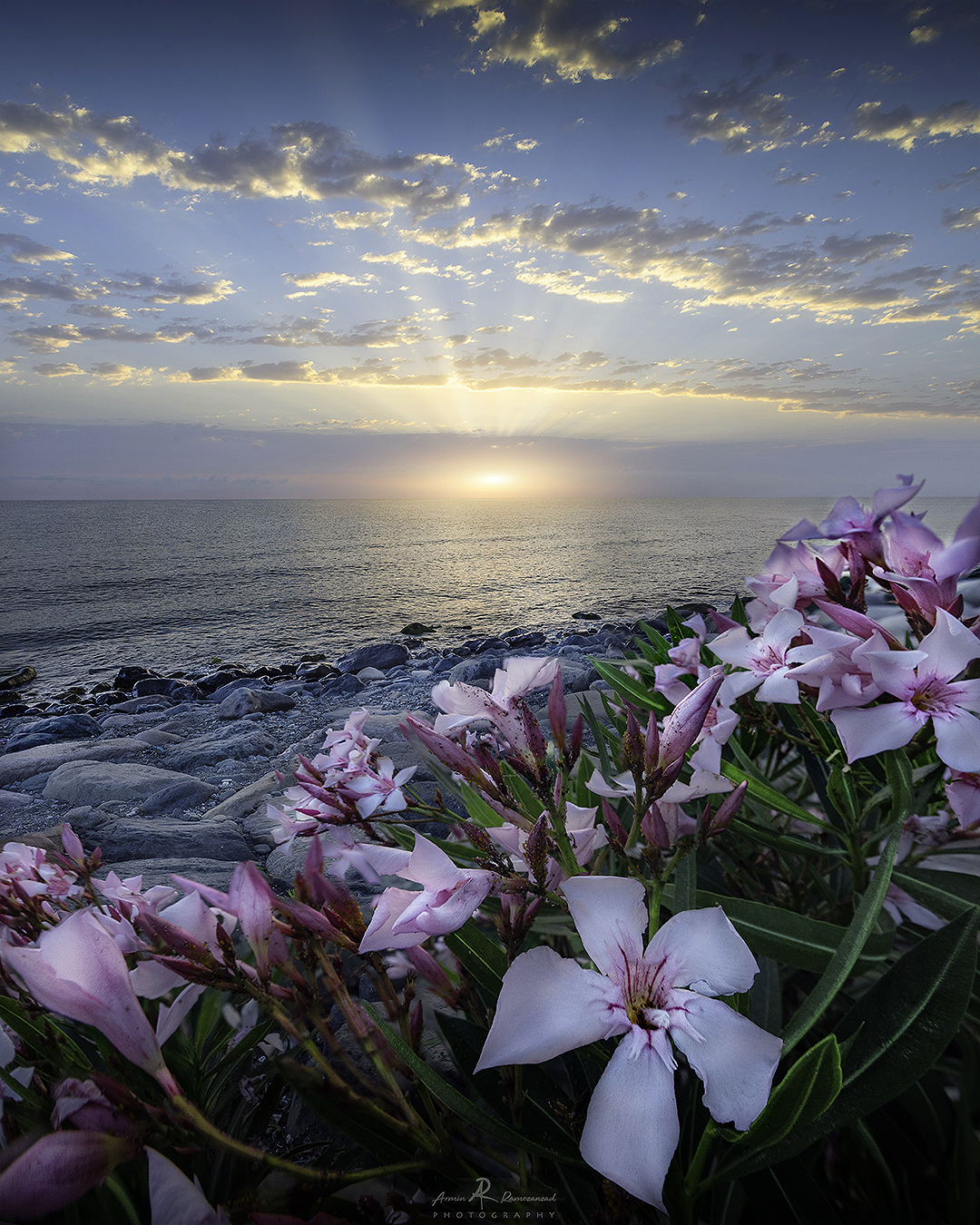

چابُکسَر یکی از شهرهای  شهرستان رودسر در استان گیلان در شمال ایران است. این شهر در منتهی‌الیه خاوری استان از شمال به دریای مازندران، از شرق به شهرستان رامسر در استان مازندران، از جنوب به رشته کوه البرز و از غرب به بخش کلاچای از شهرستان رودسر محدود است.
چابکسر در حد فاصل استان گیلان و استان مازندران در کوتاه‌ترین فاصله بین جنگل کوهستانی و دریا (حداکثر ۱۳۰۰) متر جای گرفته‌است. مردم چابکسر گیلک هستند و به زبان گیلکی با گویش بیه‌پیش سخن می‌گویند. ساحل این شهر شامل ساحل گلسرخ، ساحل اوشیان، ساحل طلائی و ساحل قاسم‌آباد ساحل بندبن ساحل چایجان ساحل چایخانسر ساحل خشکلات ساحل سورخانی  می‌باشد که در آن‌ها مجتمع‌های توریستی رفاهی و اقامتی بسیاری دائر می‌باشد. وسائل تفریحی دریائی مانند جت اسکی، قایق‌سواری و پاراسل در این سواحل موجود بوده و طرح سالم‌سازی شنا در ساحل گلسرخ اجرا گردیده‌است. پرورش گل‌های تزئینی از دیگر فعالیت مردمان این شهر می‌باشد. سالانه کورس اسب دوانی در سواحل چابکسر و اوشیان بر قرار بوده که مورد توجه دوستداران این وزرش قرار گرفته‌است. سرولات، اوشیان و چشمه دمکش از جاذبه‌های توریستی این منطقه بوده و سالانه گردشگرهای بسیاری را به خود جذب می‌نماید. در گستره جغرافیایی چابکسر ۴ محصول عمده کشاورزی یعنی برنج، چای، مرکبات و کیوی در کنار یکدیگر به عمل می‌آیند.

با توجه به خصوصیات جغرافیایی حاکم بر منطقه، یعنی رشته کوه البرز و دریای مازندران، چابکسر از نظر جاذبه‌های گردشگری از تنوع ویژه‌ای برخوردار است و از مناطق زیبای این منطقه اوشیان سرولات و میانده را می‌توان نام برد. 

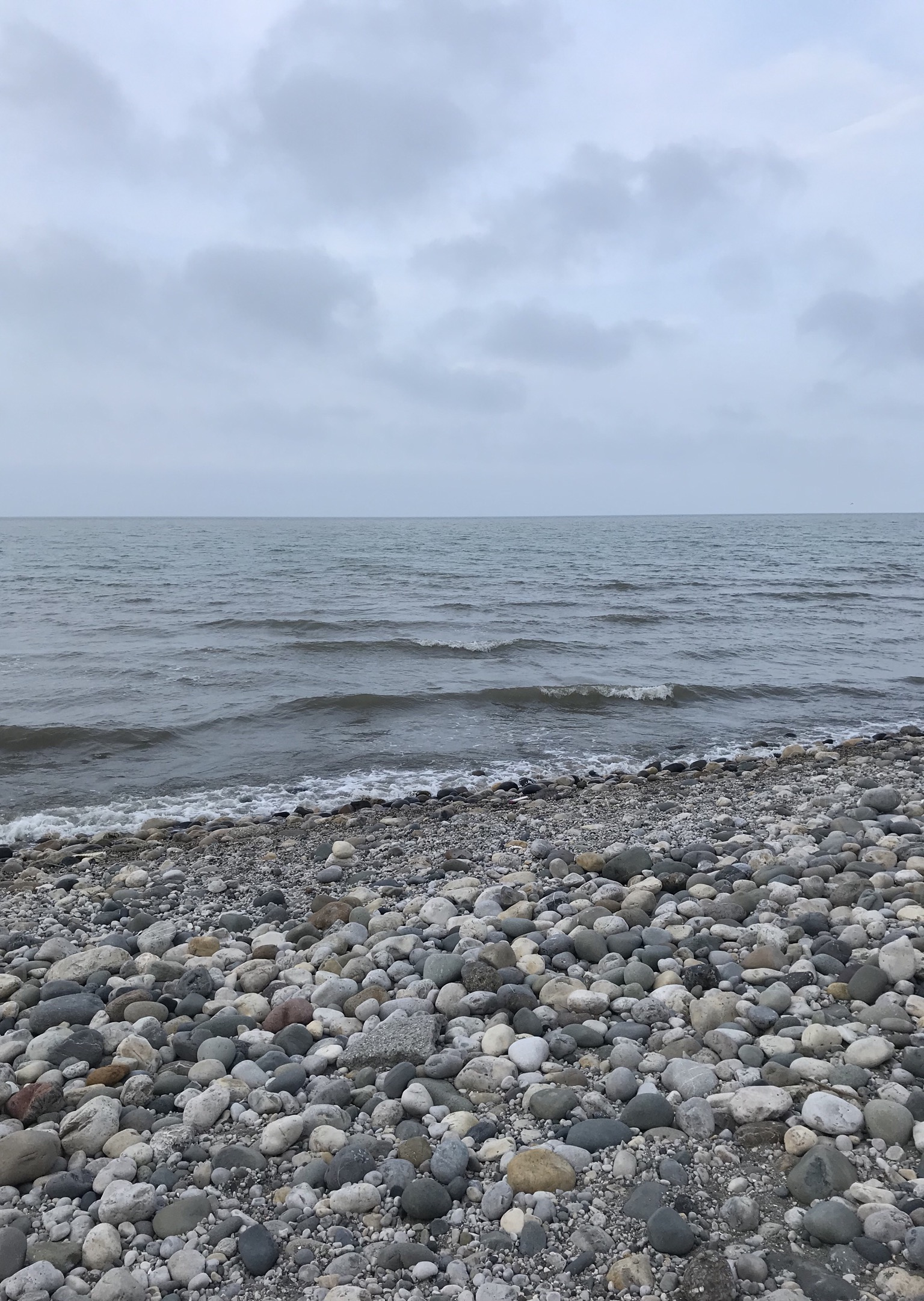
ساحل دریای کاسپی در چابکسر

چابکسر از شهرهای شمالی ایران با طبیعتی سبز و دل‌انگیز و تنوعی ویژه در جاذبه‌های گردشگری است. سرزمین آفتاب، ماسه و دریا که همانند تابلویی رنگارنگ و ظریف در دل گیلان می‌درخشد. شهری برخوردار از 1۷کیلومتر ساحل ماسه‌ای و چشم‌اندازهای بکر جنگلی و آثاری تاریخی و فرهنگی که قابلیت بالایی در جذب گردشگر دارد. اقلیم مناسب و منحصر به فرد چابکسر پرورش گل و گیاه را در سطحی گسترده امکان‌پذیر کرده‌است.
از جمله آثار تاریخی این شهر آرامگاه الثائر فی اللّه، ابوالفضل (ابوطالب) جعفربن محمد، فرمانروای علوی زیدی هُوسَمْ در نیمه اول قرن چهارم واقع در منطقه میانده می‌باشد. او نوه حسین الشاعر (مرعشی: حسین المحدّث)، و برادرحسن اُطْروش، از سادات زیدی و معروف به سید ابیض می‌باشد. از دیگر اماکن مذهبی، بقعه آقا شیخ زاهد، بقعه آقا سید حسین و حسن و امیر احمد، آقا سید رضی، گورستانی قدیمی و قلعه سنگ نو، بقعه‌های سه برادر و محمد امین است که کنار طبیعت سبز اطراف رنگ و بویی تازه گرفته‌است. از جلوه‌های بی نظیر چابکسر چشمه دمکش است با اهمیت علمی و تفریحی می‌باشد. صنایع دستی چابکسر تابعی از استان گیلان است و شامل خراطی، منبت کاری، معرق کاری، حصیربافی، بامبو بافی، مروار بافی، سفالگری و سرامیک سازی، نقاشی روی کدو، نمد بافی، شال بافی، ابریشم بافی، جاجیم بافی، گلیم بافی، چادر شب بافی، قالی بافی و قلاب دوزی می‌شود.
از گونه‌های گیاهی منطقه مازو، ممرز، توسکا، ون، بلوط، افرا، نعناع و کنگر است.
گونه‌های جانوری آن شامل پلنگ، گربه وحشی، گراز، خرس، قوچ، کمیش، قرقاول، کبک، شاهین و انواع ماهی‌های غضروفی می‌شود.
محصولات عمدهٔ چابکسر برنج، چای، مرکبات، کیوی و تره‌بار می‌باشد.
به عنوان مثال مسجد جامع چابکسر توسط مرحوم حاج رضا یوسف‌زاده احداث گردید که حدود ۴ سال پیش پس از آتش‌سوزی مورد احیا و بازسازی مجدد توسط هیئت امنا شهر قرار گرفت.
چهارشنبه بازار
بازار هفته چابکسر در نیمه دوم سال ۱۳۷۱ دایر گردیده و فروشندگان از مناطق نزدیک گیلان و مازندران به ویژه از رودسر و رامسر به این بازار روی می آورند. گردانندگان بازار هفتگی چابکسر معتقدند که این بازار در آینده فعالتر و پر رونق تر خواهد شد؛ در گذشته شرکت بسیاری از ساکنان روستاها و آبادیها و بخشهای دور و نزدیک نظیر اوشیان و سیاهکلرود در بازارهای اطراف به سبب مشکلات راه ها امکان پذیر نبود، ولی اکنون با توسعه و گسترش و تجهیز راهها و استفاده از وسائل نقلیه جدید تعداد قابل توجهی از ساکنان آبادی های مزبور در این بازارها از جمله بازار چابکسر شرکت می نمایند به طوری که بیشترین خریداران بازار هفته چابکسر را ساکنان کوهپایه اوشیان و سیاهکلرود تشکیل می دهند.
کالاهائی که به بازار هفته عرضه می شود غیر از محصولات محلی یعنی برنج ، مرکبات ، چای و مواد اولیه تهیه شده از شیر عبارتند از پوشاک، مواد غذائی حبوبات، لوازم منزل ، وسائل زینتی، پارچه، کفش و غیره.

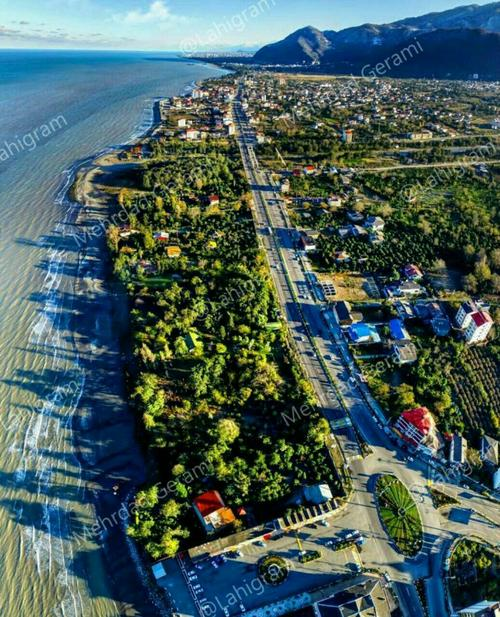
چابکسر

## وجه تسمیه
در باب وجه تسمیهٔ آن گفته می‌شود چابکسر متشکل از دو کلمهٔ چاب و کنار به معنای چاب کنار یا کنار دریا است که به‌تدریج به چابکسر تبدیل شده‌است.